# Бузен
Бузе́н (фр. Bouzin, окс. Bosin) — коммуна во Франции, находится в регионе Юг — Пиренеи. Департамент — Верхняя Гаронна. Входит в состав кантона Ориньяк. Округ коммуны — Сен-Годенс.
Код INSEE коммуны — 31086.

## География

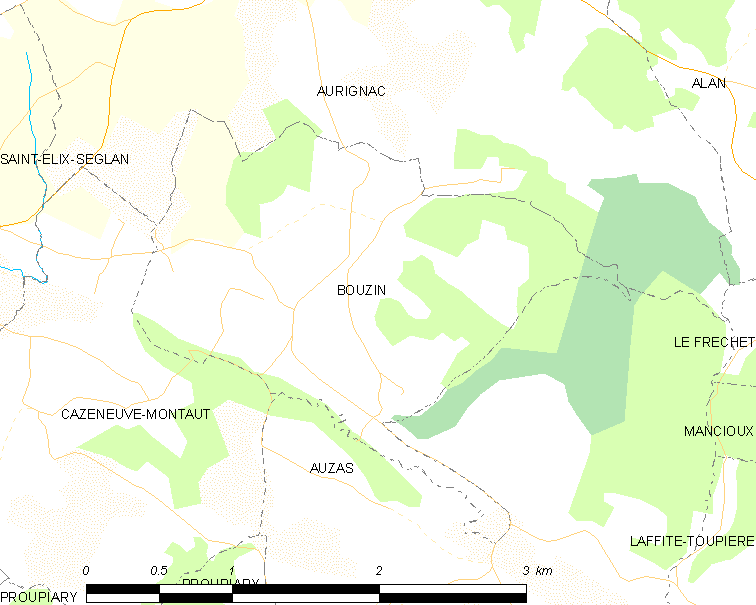
Карта коммуны

Коммуна расположена приблизительно в 640 км к югу от Парижа, в 65 км к юго-западу от Тулузы.
По территории коммуны протекает небольшая река Ну.

## Климат
Климат умеренно-океанический. Зима мягкая и снежная, весна характеризуется сильными дождями и грозами, лето сухое и жаркое, осень солнечная. Преобладают сильные юго-восточные и северо-западные ветры.

## Население
Население коммуны на 2010 год составляло 81 человек.
| 1962 | 1968 | 1975 | 1982 | 1990 | 1999 | 2010 |
| ---- | ---- | ---- | ---- | ---- | ---- | ---- |
| 86   | 70   | 65   | 60   | 54   | 70   | 81   |

## Администрация
| Период | Период | Фамилия       | Партия | Примечания |
| ------ | ------ | ------------- | ------ | ---------- |
| 2001   | 2006   | Серж Бонмезон |        |            |
| 2006   | 2020   | Ален Пассаман |        |            |

## Экономика
В 2010 году среди 51 человека трудоспособного возраста (15—64 лет) 37 были экономически активными, 14 — неактивными (показатель активности — 72,5 %, в 1999 году было 63,2 %). Из 37 активных жителей работали 32 человека (18 мужчин и 14 женщин), безработных было 5 (3 мужчин и 2 женщины). Среди 14 неактивных 5 человек были учениками или студентами, 5 — пенсионерами, 4 были неактивными по другим причинам.